# Mariene ecoregio Manning-Hawkesbury
De Mariene ecoregio Manning-Hawkesbury (203) (Engels: Manning-Hawkesbury marine ecoregion) is een biogeografische regio en ligt in het zuidwesten van de Grote Oceaan in de Mariene provincie Oost-Centraal Australisch Plat (55) in het Marien rijk Gematigd Australazië. De mariene ecoregio is vastgesteld door het World Wide Fund for Nature en The Nature Conservancy en is vernoemd naar de Manning River en de Hawkesbury.
In het noorden grenst het gebied aan de mariene ecoregio Tweed-Moreton (202), in het noordoosten aan de mariene ecoregio Lord Howe-eiland en Norfolk (151) en in het zuiden aan de mariene ecoregio Cape Howe (204).

## Geografie
De mariene ecoregio ligt in het zuidwesten van de Grote Oceaan voor de oostkust van Australië. Het gebied ligt in de Tasmanzee en strekt zich uit van ten zuiden de plaats Toormina tot de stad Wollongong en omvat onder andere de wateren Port Stephens, Tuggerah Lake, Broken Bay, Port Jackson en Botany Bay.
Door het gebied stroomt de Oost-Australische stroom.

## Biogeografie
Het gebied kent zeeleven dat houdt van gematigde temperaturen.